# Bernie Ecclestone
Bernard Charles Ecclestone, detto Bernie (St Peter South Elmham, 28 ottobre 1930), è un imprenditore ed ex pilota automobilistico britannico, che ha contribuito a trasformare la Formula 1 in un'entità commerciale altamente redditizia. Per quasi 40 anni ha controllato la struttura di tale campionato automobilistico attraverso una serie di società, tra le quali la più importante è la Formula One Management (FOM), di cui è stato direttore esecutivo fino al 2014.
Dopo che nel 2016 la compagnia statunitense Liberty Media ha acquistato, per 8 miliardi di dollari, i diritti sul campionato dalla CVC e con la ratifica del 24 gennaio 2017 Ecclestone ha abbandonato definitivamente il controllo della F1 in favore del manager statunitense Chase Carey.

## Biografia
Nato in un piccolo paese vicino a Bungay, nel Suffolk, figlio di un capitano di motopescherecci, Sidney Ecclestone (1903-1990) e di sua moglie Bertha (1905-1995), Bernie Ecclestone trascorre la sua infanzia a Wangford, vicino a Southwold. La sua famiglia poi si trasferisce a Bexleyheath, una cittadina a sud-est di Londra e, quando all'età di 16 anni abbandona gli studi, ottiene un lavoro alla locale officina del gas come assistente al laboratorio chimico, dove il padre ha un amico che ne è il dirigente.
Ma la vera passione di Ecclestone sono i motori, passione che si sviluppa presto in due direzioni complementari: da un lato vedendolo cercare di costruirsi una carriera come pilota di motociclismo nell'immediato dopoguerra, dall'altro vedendolo vendere e comprare ricambi per moto, come modo per potersi finanziare le gare. È proprio questa sua seconda attività ad avere maggior successo, portandolo a creare con un socio la Compton & Ecclestone, che negli anni farà diventare una delle più grandi concessionarie inglesi. Nel 1949 prova anche a gareggiare con le quattro ruote in Formula 3, ma dopo un serio incidente al circuito di Brands Hatch che lo vede protagonista, decide di ritirarsi e di dedicarsi unicamente agli affari.
Nel 1957 Ecclestone decide di tornare nel mondo dell'automobilismo sia quale manager del pilota Stuart Lewis-Evans, quindi come acquirente della scuderia Connaught, per la quale fa correre, oltre ad altri piloti, lo stesso Lewis-Evans e da ultimo tentando addirittura di qualificarsi lui stesso come concorrente al Gran Premio di Monaco del 1958. Alla fine di quell'anno però, Lewis-Evans rimane vittima di un gravissimo incidente, durante il Gran Premio del Marocco al volante di una Vanwall, che lo porta successivamente alla morte. A causa di ciò Ecclestone decide di abbandonare ogni ulteriore attività nelle competizioni automobilistiche.
Il suo rientro nelle gare motoristiche risale alla fine degli anni sessanta, come manager di Jochen Rindt; anche la carriera di questo pilota, però, si conclude tragicamente a Monza nel 1970 mentre si sta apprestando a vincere il suo primo campionato mondiale, titolo che gli viene poi assegnato postumo; e ancora una volta, come conseguenza, si assiste al ritiro di Ecclestone dalle sue attività nelle corse. È in quest'ultimo caso, però, un ritiro più breve, il 1972 lo vede tornare dopo aver rilevato il team Brabham da Ron Tauranac.

### FOCA
Nel 1974 Ecclestone è tra i fondatori della Formula One Constructors Association (FOCA), un'associazione dei manager delle principali scuderie inglesi, insieme a Colin Chapman, Teddy Mayer, Max Mosley, Ken Tyrrell e Frank Williams. La FOCA si caratterizza immediatamente come un contropotere che intende opporsi a quello ufficiale della FIA, l'ente organizzatore del Campionato Mondiale: nel 1975 la battaglia tra i due contendenti riguarda principalmente il sistema delle ammissioni e dei premi, mentre, a partire dal 1976, si estende al cruciale controllo dei diritti televisivi.
La cosiddetta "guerra" tra costruttori e Federazione si inasprisce quando Ecclestone diviene direttore esecutivo della FOCA nel 1978, con la personalizzazione dello scontro con il presidente della FISA (branca sportiva della FIA) Jean-Marie Balestre. La contesa continua fino al marzo 1981 quando viene firmato il primo Patto della Concordia che dà alla FOCA il diritto di disporre dei diritti televisivi.
Nel 1987, quando la validità di tale Patto giunge al termine (anche se altri patti analoghi seguiranno), Ecclestone viene nominato vicepresidente della FIA con delega agli affari promozionali. Questo segna di fatto la fine della FOCA come entità autonoma e l'ingresso di Ecclestone nell'establishment federale, con un potere enormemente accresciuto.
Nel frattempo Nelson Piquet ha vinto due Campionati mondiali piloti correndo per la Brabham, nel 1981 e nel 1983, disponendo durante quest'ultimo dei motori turbo BMW. A causa però del ridursi del tempo che può dedicarvi e dello scemare del suo interesse alla gestione di una squadra, alla fine del 1987, Ecclestone vende la propria scuderia, prima all'Alfa Romeo e poi allo svizzero Joachim Luhti, passaggi di proprietà che portano alla scomparsa dello storico marchio.

### Controllo sulla Formula 1

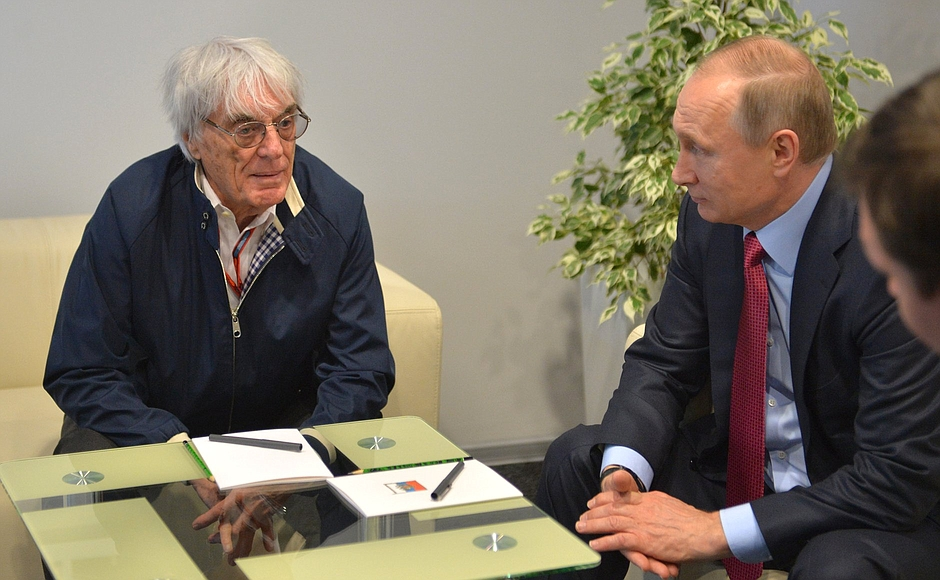
Ecclestone e Vladimir Putin al Gran Premio di Russia 2016.

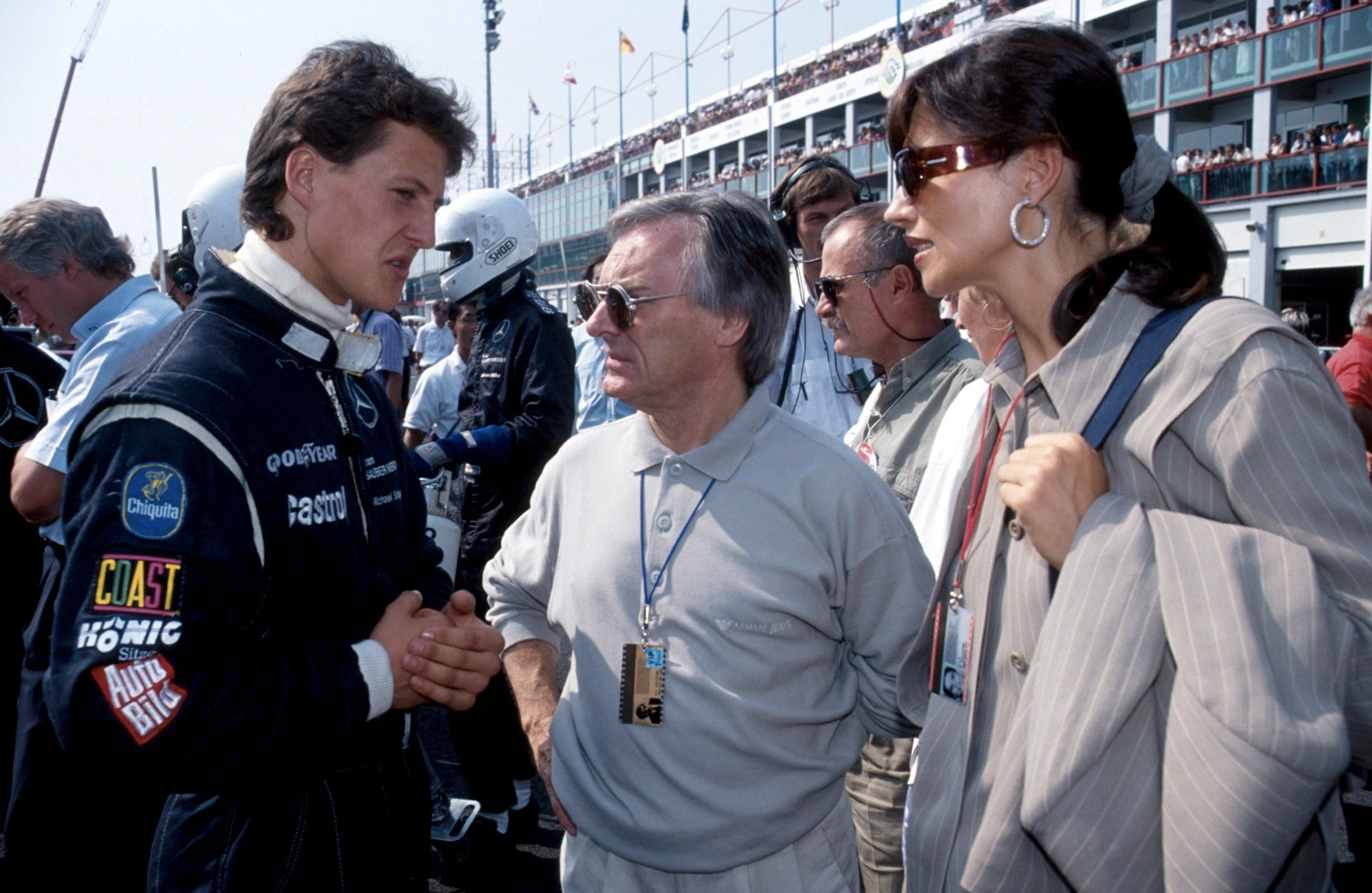
Bernie Ecclestone nel 1991 con Michael Schumacher

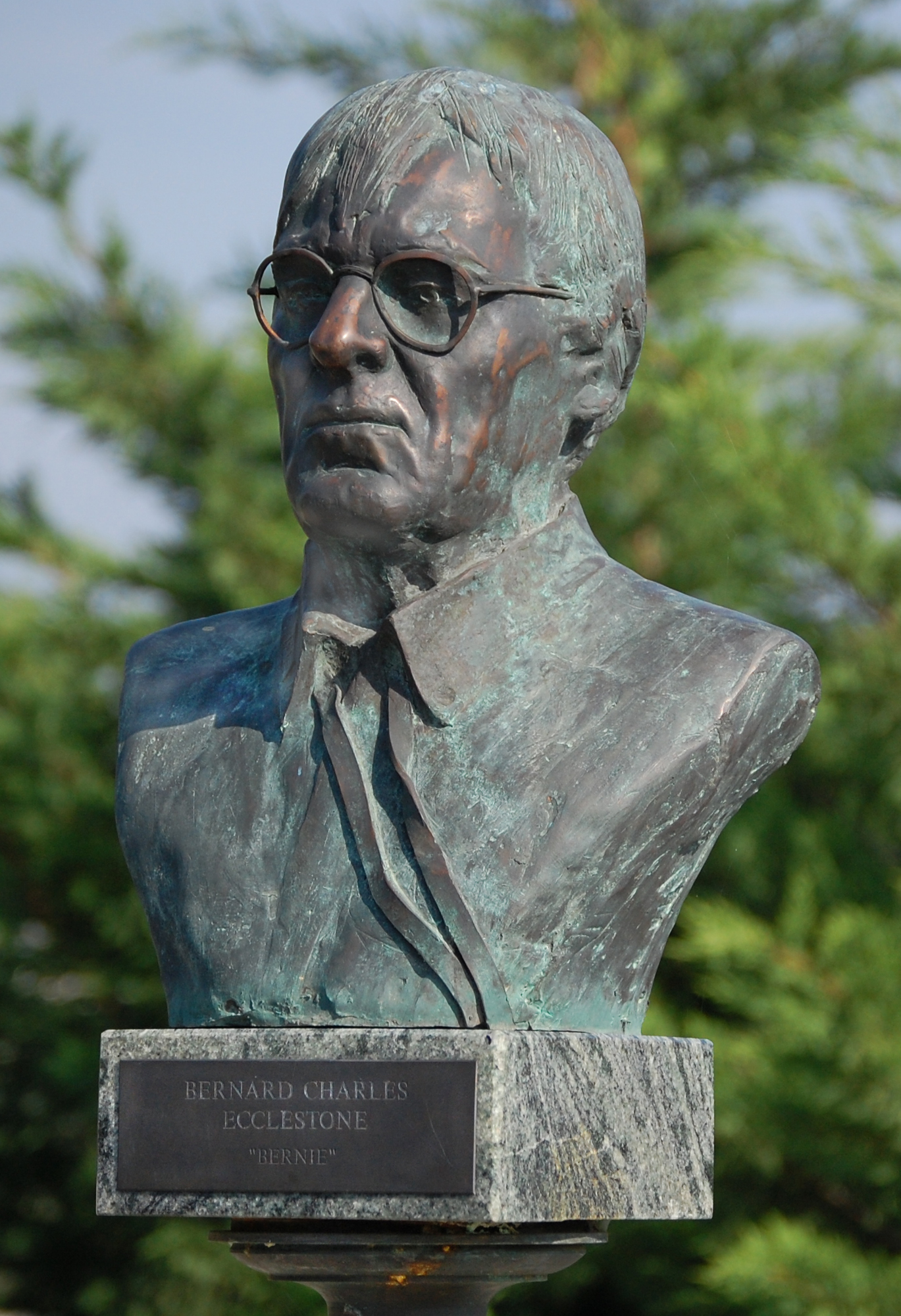
Statua in bronzo di Ecclestone all'Hungaroring.

Per gestire i diritti televisivi e gli altri aspetti commerciali Ecclestone crea la Formula One Promotions and Administration (FOPA), che successivamente si trasforma in Formula One Management. FOPA prima e FOM poi cominciano a gestire non solo i diritti televisivi ma anche i premi gara, i contratti con gli organizzatori delle gare e le sponsorizzazioni, trasformandosi nel vero centro di potere della Formula 1. Nel fare questo Ecclestone trasforma uno sport ancora in parte amatoriale, in uno degli sport più impeccabilmente e professionalmente organizzato, in particolare quando nella serie cominciano a partecipare, come concorrenti o fornitori, i più grandi gruppi automobilistici del mondo. Durante questo periodo Ecclestone diviene anche uno degli uomini più ricchi al mondo.
Nel 1995 la FIA concede i diritti commerciali a Formula One Management per un periodo di quindici anni, a fronte di un pagamento annuale, e, a maggior conferma di tale scelta, il 28 giugno 2000 sempre la stessa FOM, dietro anticipo di una cospicua somma, si vede assegnare dalla FIA i diritti sulla Formula 1 fino al l'anno 2110, ovvero per più di un secolo. Come parte di questi accordi i maggiori team avrebbero dovuto ricevere una partecipazione azionaria nel gruppo, ma questo non è mai avvenuto, così come non si è mai materializzata la quotazione in Borsa auspicata.
Al momento attuale gli aspetti commerciali della Formula 1 sono controllati dalla società SLEC Holdings basata a Jersey, che a cascata controlla le altre società fino a Formula One Management, la società operativa. Di SLEC (acronimo di Slavica Ecclestone, moglie di Bernie) la famiglia Ecclestone possiede il 25% attraverso la società Bambino Holdings, mentre il 75% delle quote è nelle mani di tre banche (Bayerische Landesbank, Lehman Brothers e J.P. Morgan Chase, unite nella società Speed Investments) che sono state ottenute nel 2002 dopo il fallimento del gruppo multimediale di Leo Kirch, che aveva investito anche nella Formula 1. Ciò nonostante, grazie a una rete di patti tra soci, al sistema delle scatole cinesi e a contestate nomine di consiglieri d'amministrazione, Ecclestone ha praticamente il pieno controllo del gruppo di società.
Contro questa situazione, che impedirebbe alle banche di capitalizzare adeguatamente l'investimento da cui desiderano uscire, sono in corso battaglie giudiziarie che hanno avuto il primo verdetto il 6 dicembre 2004 quando una corte inglese ha sentenziato in favore delle banche aprendo la strada a una possibile estromissione di Ecclestone dal controllo della Formula 1. Le banche hanno infatti annunciato che in futuro continueranno la via giudiziaria, nel 2014 Bernie si dimette dalla FOM e il processo si è tenuto a fine aprile del 2014.
Il 24 gennaio 2017 Ecclestone abbandona definitivamente il controllo della F1 in favore del manager statunitense Chase Carey.

## Vita privata
Ecclestone possiede una notevole fortuna personale, valutata in più di due miliardi di sterline dal giornale inglese Sunday Times, che ne fa uno degli uomini più ricchi del Regno Unito e, per questo, sempre presente in varie "classifiche" a tale riguardo. Nel corso del 1997 si è trovato al centro di uno scandalo riguardante un suo contributo per un milione di sterline al Partito Laburista, subito prima delle elezioni che avrebbero portato al potere Tony Blair. Quando il governo Blair legiferò per cambiare alcune leggi atte ad irrigidire le sponsorizzazioni da parte delle multinazionali del tabacco, risparmiando la Formula 1, il caso esplose e rimase acceso fino a quando il partito non decise di restituire tale donazione.
Nel settembre del 2007, è diventato, insieme a Flavio Briatore, l'azionista di maggioranza del Queens Park Rangers. Club che, all'acquisto, militava nella League One e di cui i due manager si sono accollati 15 milioni di euro di debiti. La gestione Briatore-Ecclestone è stata successivamente raccontata dalla BBC in un film-documentario nel 2012.
Ecclestone si è sposato la prima volta nel 1952 con Ivy Bamford, dalla quale in seguito ha divorziato. Da questo matrimonio, è nata la figlia Deborah, che successivamente ha avuto un figlio rendendolo nonno. Il nipote a sua volta ha avuto un figlio, pertanto Ecclestone è anche bisnonno.
Bernie Ecclestone si è risposato nel 1984 con la modella Slavica Radić, da cui ha divorziato nel marzo del 2009: dalla loro relazione sono nate due figlie, Tamara nel 1984 e Petra nel 1988. Molte delle partecipazioni azionarie di Ecclestone sono in effetti possedute dalla famiglia, alla quale rimandano anche i nomi di alcune società SLEC Holdings (SLavica ECclestone) e PETARA (PETra e TamARA, i nomi delle figlie). Ottantunenne, Ecclestone decide di sposarsi per la terza volta con la trentacinquenne modella brasiliana Fabiana Flosi, conosciuta durante il Gran Premio del Brasile nel 2009, dopo il precedente divorzio, e di 46 anni più giovane del patron della Formula 1: la cerimonia, svoltasi in maniera sontuosa il 26 agosto 2012, si è tenuta lontano dai riflettori, in gran segreto e in forma privata a Gstaad in Svizzera. Il matrimonio, inoltre, ha fruttato la consegna da parte del magnate alla neosposa del dono di un anello del valore di oltre 100.000 sterline.
Nel 2008, a seguito dello scandalo nella Formula 1 dei video porno di Max Mosley, il quale si faceva frustare a sangue da prostitute travestite da SS naziste e da deportate, documentate in mondovisione, Ecclestone dichiarò: "Se qualcuno mi avesse raccontato tutto senza prove avrei trovato difficile crederci. Ammesso che sia tutto vero, ciò che accade nella sfera privata riguarda solo le persone. Non penso che questo influisca sullo sport. Conoscendo Max, questo potrebbe essere uno scherzo". Ecclestone dichiarò l'anno dopo che Adolf Hitler "poteva comandare molta gente e sapeva far funzionare le cose". Ecclestone sostiene che la democrazia non ha fatto granché bene per molti paesi, Inghilterra compresa, e afferma di preferire i regimi totalitari a quelli democratici, criticando la debolezza dei rappresentanti politici di questi ultimi che devono sempre preoccuparsi di rendere conto ai loro elettori per ciò che decidono e fanno (in tal proposito pensa invece che il suo amico Mosley sarebbe un ottimo primo ministro).
Sempre nel senso della sua preferenza per i regimi degli uomini forti muove anche critiche al führer tedesco, proprio perché alla fine si è perso e non è stato in grado di essere un buon dittatore. Al contrario afferma che è stata una terribile idea quella di liberarsi di Saddam Hussein, come pure del regime dei Talebani, perché costoro erano gli unici che potevano controllare i loro popoli. Qualche giorno più tardi arrivano, scritte di suo pugno, sul medesimo giornale, le sue pubbliche scuse in cui afferma di essere stato un idiota. Nell'articolo, Ecclestone conferma che tutto ciò che era stato riportato, è stato effettivamente detto ma non era ciò che intendeva veramente dire. Sostiene che quelle frasi decontestualizzate hanno inevitabilmente travisato le sue idee e quindi non è stato saggio esporre il suo pensiero in modo così maldestro.
Nel giugno 2022 Ecclestone, commentando l'aggressione russa ai danni dell'Ucraina, in una intervista a Good Morning Britain ha difeso Vladimir Putin, definendolo «una persona di prima classe» e arrivando a dirsi pronto a «prendere un proiettile» per lui, laddove mai fosse necessario. Nello stesso tempo ironizza sul presidente ucraino, Volodymyr Zelens'kyj, riferendosi a lui come a «quell'ex comico», accusandolo di non aver cercato per tempo un accordo che avrebbe potuto a suo dire evitare la guerra.

## Risultati in Formula 1
| 1958 | Scuderia   | Vettura     |  |    |  |  |  |  |  |  |  |  |  | Punti | Pos. |
| ---- | ---------- | ----------- |  | -- |  |  |  |  |  |  |  |  |  | ----- | ---- |
| 1958 | Ecclestone | Connaught B |  | NQ |  |  |  |  |  |  |  |  |  | 0     |      |

| Legenda | 1º posto     | 2º posto | 3º posto    | A punti         | Senza punti/Non class.  | Grassetto – Pole position Corsivo – Giro più veloce |
| Legenda | Squalificato | Ritirato | Non partito | Non qualificato | Solo prove/Terzo pilota | Grassetto – Pole position Corsivo – Giro più veloce |